# تم أخرس
التم الأخرس أو التم الأبكم (الاسم العلمي: Cygnus olor) طير أوراسياوي ينتمي إلى البط والإوز من فصيلة الإوز العراقي، وهو ذو رقبة طويلة معقوفة من فوق وله قدمان قصيرتان وبالرغم من جسمه الثقيل فهو يسبح في الماء برشاقة فائقة. وعند الإقلاع من الماء يرفع جسمه إلى الأمام مصفقا بجناحيه بتعاقب سريع ثم يصعد محلقا بخفة ومهارة إذ يقوم بهجرات بعيدة المدى على شكل 7. يعتبر من أجمل الطيور المائية، تعيش ضمن مجموعات كبيرة في فصل الشتاء غير أن هذه الطيور تتفرق أزواجا تعيش سوية طيلة عمرها وتتخذ لنفسها رقعة من الأرض خاصة بها تكون تحت حمايتها لوضع البيض، تضع الأنثى من 4 إلى 5 بيضات. يعمر طويلا إذ يصل إلى عشرين عاما. غالبا ماتتم تربيته كطيور زينة تسبح في الأنهار والبحيرات وخاصة الحدائق العامة.

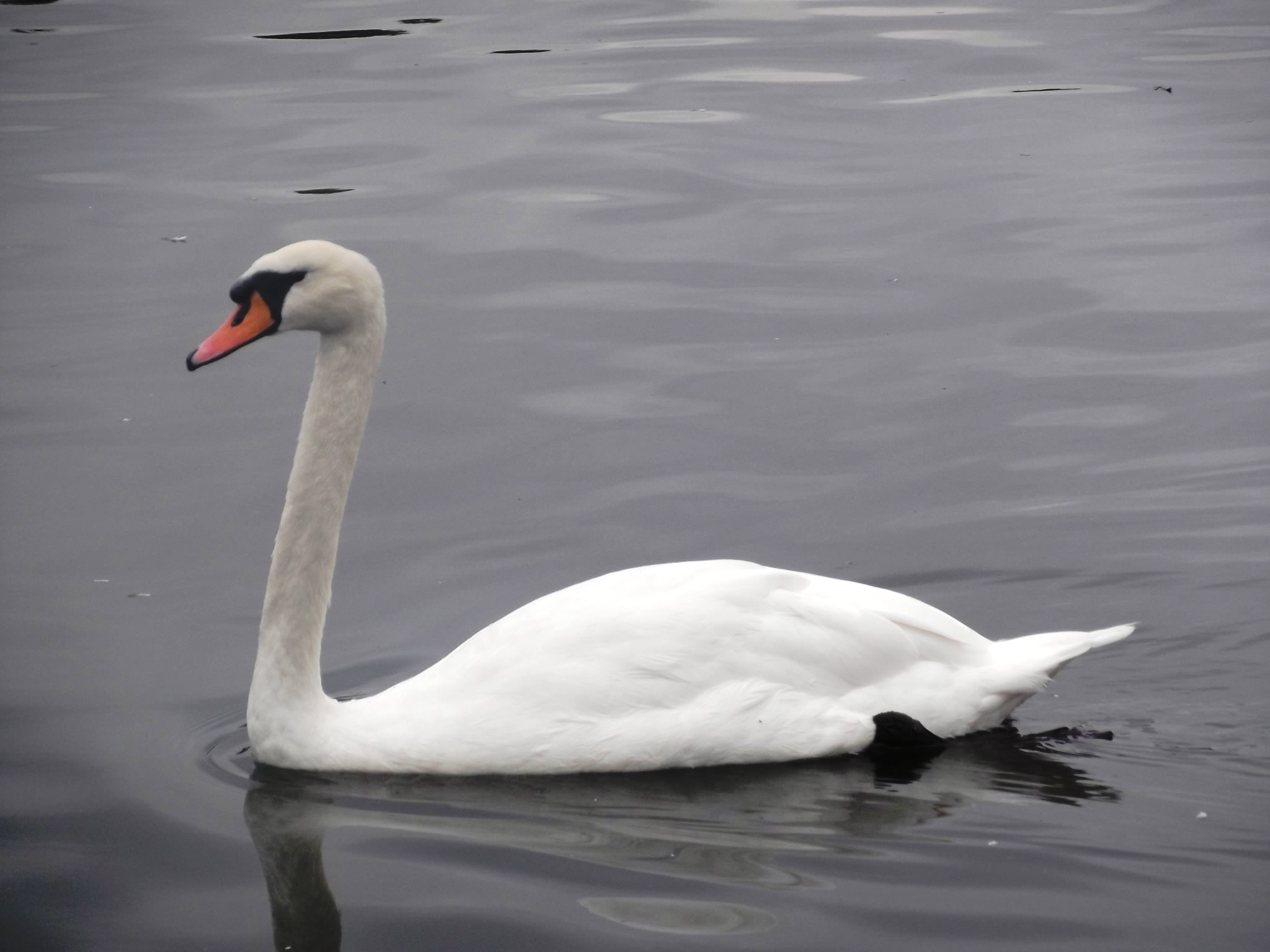
تم أخرس بالهايد بارك، لندن.

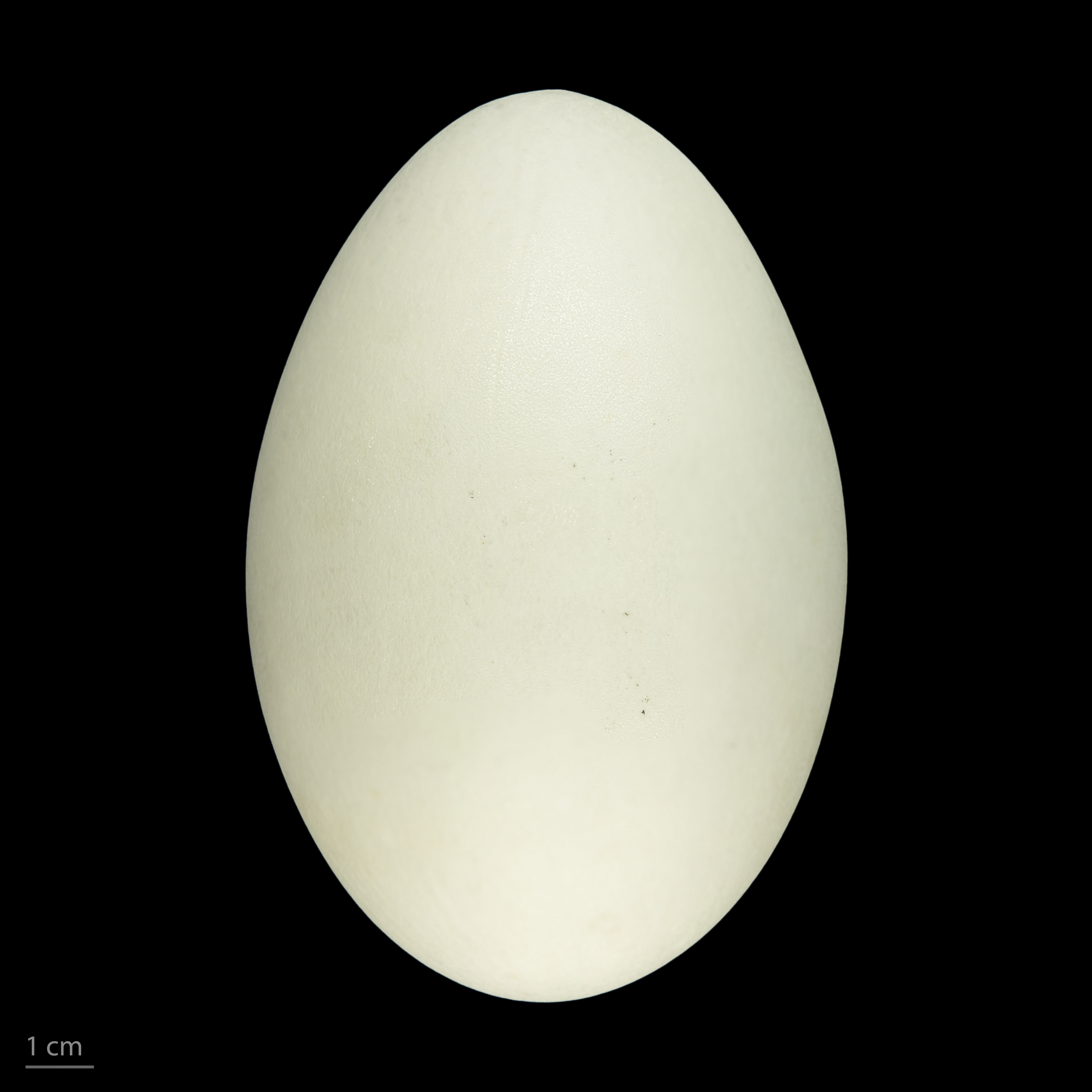
بيض التم الأخرس